# Köhm

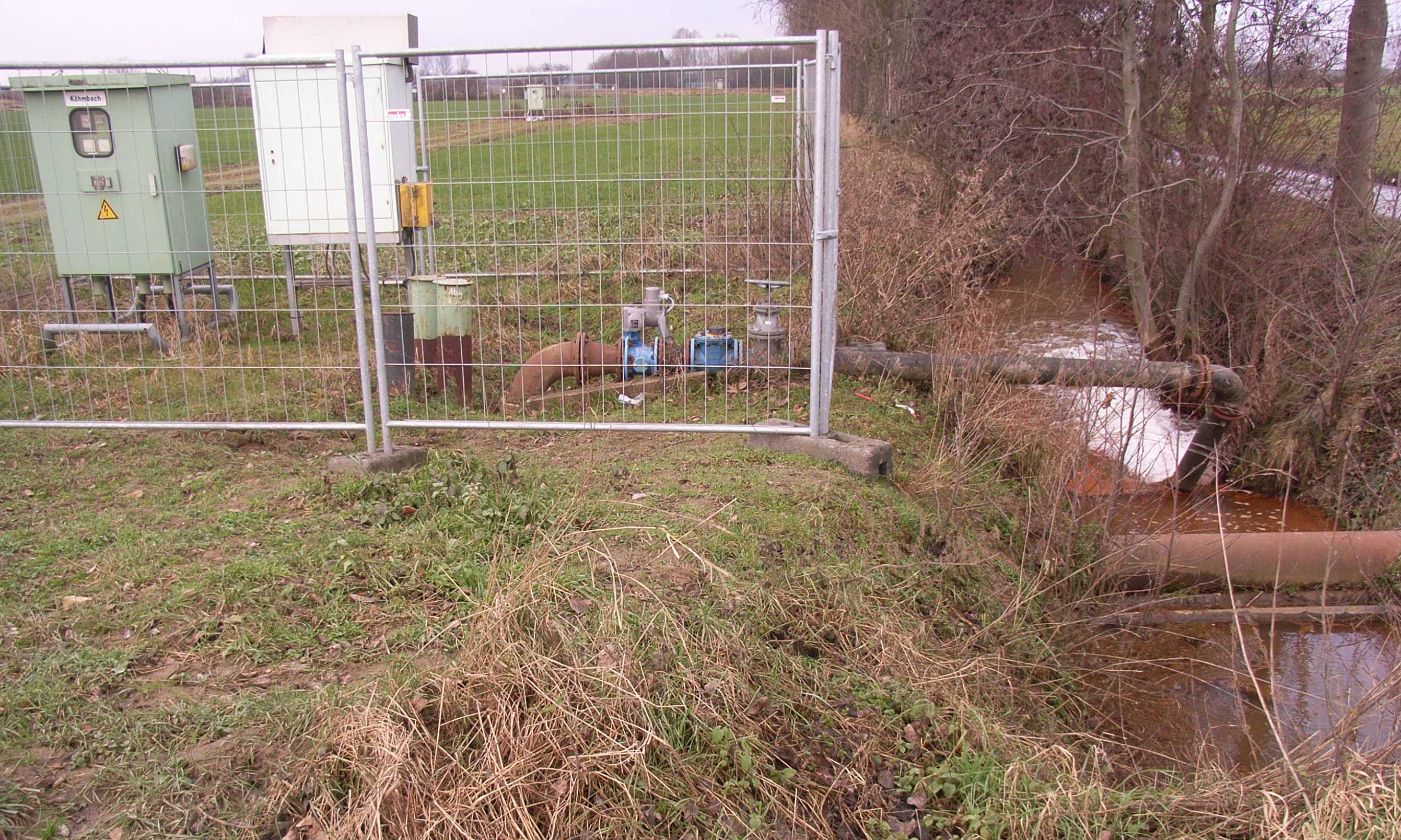
Wassereinleitung am Tagebaurand bei Otzenrath

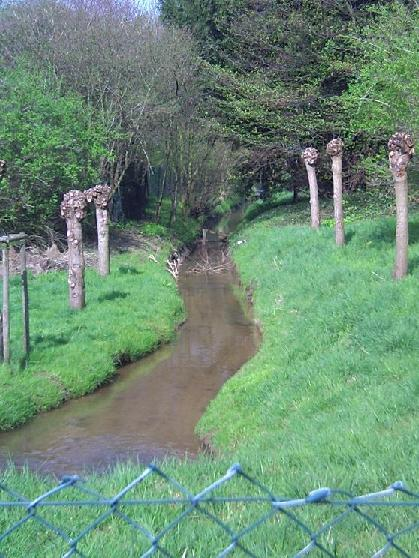
Der Verlauf der Köhm in Borschemich neben dem Pfarrhaus

Die Köhm ist ein kleiner Wasserlauf/Entwässerungsgraben im östlichen Teil des Stadtgebietes von Erkelenz. Bedingt durch den Tagebau Garzweiler sollte die Köhm mit Keyenberg-Alt abgebaggert werden, durch den Kohleausstieg 2030 bleiben jedoch das Dorf und ein rund 1334 m langer Rest des Baches erhalten.

## Verlauf
Der ursprüngliche Beginn der Köhm befand sich in dem Gelände zwischen Garzweiler und Kaiskorb. Hier lag in einer Höhe von 120 m über NN die Wasserscheide zwischen Erft (Rhein) und Rur/Niers (Maas). Von hier floss die Köhm nördlich an Alt-Otzenrath vorbei.
Von Otzenrath kommend, verlief die Köhm in West-Ost-Richtung in einem schmalen Tal in einer Höhe von 74 bis 78 m über NN durch Borschemich, dann nördlich von Keyenberg direkt an dem ehemaligen Rittergut Haus Keyenberg vorbei, um schließlich in die Niers zu münden. Das Gelände von Garzweiler, Otzenrath und Borschemich befindet sich heute im abgebaggerten Gebiet des Tagebaues.
Sie ist nur nach starken Regenfällen und zur Schneeschmelze ein fließendes Gewässer. Teilweise erfolgen Einspeisungen durch Entwässerungsmaßnahmen für den Tagebau Garzweiler. Ab dem Ortseingang Borschemich war die Köhm kanalisiert und floss erst wieder ab der Marienstiftstraße neben dem Pfarrhaus offen weiter. Früher wurde von der Köhm in Borschemich das Grabensystem von Haus Paland gespeist, ein Teil der Gräben war zuletzt noch erhalten. In die Köhm floss früher auch Wasser aus dem Grabensystem von Haus Keyenberg, das wiederum durch Quellen gespeist wurde.

## Geschichte
Das Dorf Borschemich wurde als Brismike erstmals im Jahre 898 urkundlich erwähnt. 1396 erscheint der Name als Bursmich, 1618 als Borschemich.
Die Deutung des Ortsnamens ist nicht eindeutig zu klären. Das Grundwort -mich bedeutet Bach und könnte auf die Köhm hinweisen, die im frühen Mittelalter ein stärkeres Gewässer gewesen ist.

## Köhm-Lied
Althergebrachtes Köhm-Lied in Borschemicher Mundart:
Et Kue´hm Leed

Kütt dr Sonndachnommedach

wehs kehner us noch en

löf dat Dres de Stros eraf

flöck nom Onkel hin

säht em dann jet in et Uer

hei dat wütt jemaat

hei dat jöff en Sondertour

hei dat jöff en Fahrt

Jo mir fahre med nem Böötche ob dr Kue´hm

allemole un et Dres mit singem Ühem

un dat Dres dat kritt dr zedder

be demm janz glitter

jo no Mod - jo no Mod - jo no Mod

allemole op dem klene Paddelboot !